# Frankliniella fusca
Frankliniella fusca är en insektsart som först beskrevs av Harold R. Hinds 1902.  Frankliniella fusca ingår i släktet Frankliniella och familjen smaltripsar. Inga underarter finns listade i Catalogue of Life.